# Condado de Potter (Texas)
El Condado de Potter (en inglés: Potter County) es uno de los 254 condados del estado estadounidense de Texas. La sede del condado y su mayor ciudad es Amarillo. El condado posee un área de 2.388 km² (los cuales 33 km² están cubiertos por agua), la población de 118.525 habitantes, y la densidad de población es de 50 hab/km² (según censo nacional de 2020). Este condado fue fundado en 1876.